# Distrito de San Pedro de Pilas

La Provincia de Yauyos en el Departamento de Lima, Perú.

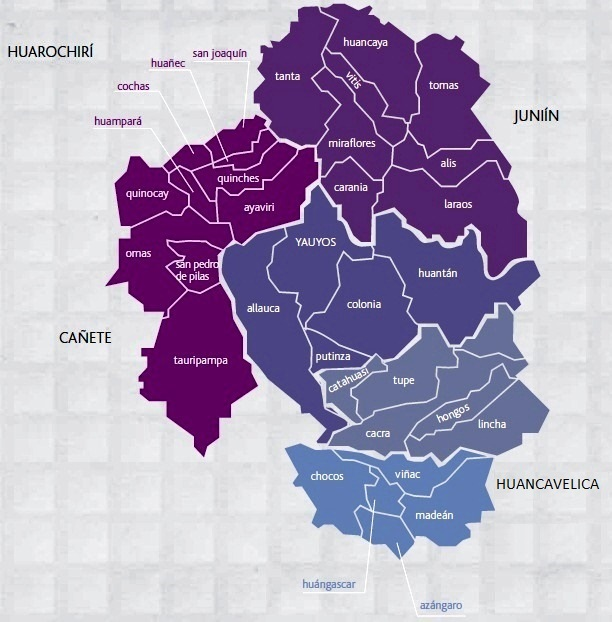
La provincia de Yauyos y sus 33 distritos.

El Distrito de San Pedro de Pilas es uno de los  treinta y tres distritos que conforman la Provincia de Yauyos, perteneciente al Departamento de Lima, en el Perú  y bajo la administración del Gobierno Regional de Lima-Provincias. 
Tiene una costumbre llamada "herranza" se trata de una viaja costumbre heredada por sus ancestros donde se les pone adornos a los animales como las vacas y ovejas pertenecientes a la comunidad campesina del pueblo, en una festividad de alegría y mucha diversión para los pobladores, celebrada del primer día del mes de julio hasta el día 8 del mismo (el día principal de la fiesta es el 6 y 7), se podría decir que es un costumbre única.
Desde el punto de vista jerárquico de la Iglesia católica, forma parte de la Prelatura de Yauyos.

## Historia
El distrito fue creado mediante Ley  del 11 de octubre de 1957, en el segundo gobierno del Presidente Manuel Prado Ugarteche.

## Geografía
Tiene una superficie de 97,39 km². Su capital es el poblado de San Pedro de Pilas.

## Autoridades

### Municipales
- 2019 - 2022
  - Alcalde: Rogelio Edito Quispe Soriano, Movimiento independiente La Familia.
- 2015 - 2018[2]
  - Alcalde: Julián Melquiades Quispe Huacho, Partido Perú Posible (PP).
  - Regidores: Fernando Pablo Ramos Medina (PP), Alejandrina Gonzales Calixtro (PP), Godofredo Oscar Quispe Matos (PP), Ceferino Ramos Alzamora (PP), Oscar Belline Ramos Trinidad (Unidad Cívica Lima).
- 2011 - 2014[3]
  - Alcalde: Celso Celestino Tolentino Soriano, Partido Aprista Peruano  (PAP).
  - Regidores: Aniceto Marciano Medina Rivera (PAP), Jaime Julián Jesús Huacho (PAP), Rodrigo Eufracio Quispe Solís (PAP), Angelita Hermila Trinidad Soriano (PAP), Leonildo Rufino Solís Gómez (Concertación para el Desarrollo Regional).
- 2007 - 2010
  - Alcalde: Rogelio Edito Quispe Soriano, Partido Unión por el Perú (UPP).
- 2003 - 2006[4]
  - Alcalde: Inocencio Quispe Solís, Alianza electoral Unidad Nacional.
- 1999 - 2002
  - Alcalde: Inocencio Quispe Solís, Movimiento independiente Vamos Vecino.
- 1996 - 1998
  - Alcalde: Inocencio Quispe Solís, Lista independiente N° 5 Yauyos 95.
- 1993 - 1995
  - Alcalde: Incasio Fermín Tolentino Solís, Lista independiente Unidad Regional de Integración (URI) San Pedro de Pilas.
- 1990 - 1992
  - Alcalde:  .
- 1987 - 1989
  - Alcalde:
- 1984 - 1986
  - Alcalde:  Martín Solís Quispe, Partido Aprista Peruano.
- 1982 - 1983
  - Alcalde: Rubén Ramos Solís,  Partido Acción Popular.

### Policiales
- Comisaría de San Pedro de Pilas
  - Comisario: Mayor PNP.[5]

### Religiosas
- Prelatura de Yauyos[6]
  - Obispo Prelado: Mons. Ricardo García García.[7]
- Parroquia Santiago Apóstol - Quinches[8]
  - Párroco: Pbro. Armando Caycho Caycho
  - Vicario parroquial: Pbro. Dimas Mendoza Saavedra.

## Educación

### Instituciones educativas
- I.E San Pedro de Pilas (educación secundaria)
- I.E Virgen de lourdes

(educación primaria)

## Festividades
- 28 y 29 de junio Fiesta Principal: San Pedro de Pilas.
- Julio 6 y 7: Herranza
- Pastoras de 24 a 29 diciembre